# Présidence britannique du Conseil des Communautés européennes en 1992
La présidence britannique du Conseil de l'Union européenne en 1992 désigne la quatrième présidence du Conseil de l'Union européenne, effectuée par le Royaume-Uni depuis son adhésion à l'Union européenne en 1973.
Elle fait suite à la présidence portugaise de 1992
 et précède la présidence danoise de 1993.